# 탈린-케일라선
탈린-케일라 선(에스토니아어: Tallinn-Keila raudtee)은 에스토니아 탈린 발티 역에서 케일라 역을 잇는 26.8km 길이의 노선이다. 부분적 복선과 단선 구간으로 이루어져 있으며, 전 구간은 전철화되어 있다. 역은 발티 역, 얘르베 역, 넘메 역, 패스퀼라 역, 케일라 역으로 5개, 승강장은 릴레퀼라 역, 톤디 역, 라후매에 역, 히우 역, 키비매에 역, 라그리 역, 우르다 역, 파둘라 역, 사우에 역, 발링우 역으로 8개가 있다. 이 노선상의 역은 엘렉트리라우테의 1, 2, 3구역에 속하며, 1구역은 발티 역에서 라그리 역, 2구역은 발링우 역까지, 3구역은 그 이외 모든 역을 포함한다.

## 역사
이 노선은 1869-1870년 발트 철도(팔디스키-탈린-상트페테르부르크)의 일부로 건설되었다. 팔디스키부터 45베르스트 거리에서 탈린 발티 역으로 노선이 분기되었고, 상트페테르부르크 방면은 별개 노선으로 건설되었다. 이 구간은 팔디스키-아에그비두를 잇는 발트 철도의 1구간에 속했고(거리 100베르스트), 5개의 역과 40개의 승강장을 건설할 예정이었다. 1869년 4월부터 총 6018명의 인력이 동원되었고, 이 중 4711명은 러시아에서 고용하였다. 발트 철도는 1870년 10월 24일(신력 11월 5일) 나르바에서 개통식을 가졌다. 1893년 4월 1일 발트 철도는 개별 국가에게 관리 권한을 넘겼다. 1906-1917년은 서부 철도(Looderaudtee), 1918년부터 에스토니아 철도(Eesti Raudtee)에서 관리를 담당하였다.
1918-1940년에는 빠른 속도로 개발 및 전철화가 이루어졌다. 1925-1927년 팔디스키 대로, 로후 대로, 라후매에 대로를 교차하는 구간이 고가화되었다. 1932년에는 탈린-넘메 구간, 1933년에는 패스퀼라까지 복선화가 이루어졌다. 1939년에는 얘르베 변전소가 추가되었다. 1940년에는 소련 점령으로 철도 교통이 영향을 받았다. 1941년 소련군이 퇴각하면서 페름으로 장비가 징발되었고, 독일군 점령 기간에는 전철 시설이 철거되었다.
1944년 9월 23일 탈린-넘메 열차 운행이 재개되었고, 이후 케일라 역까지 재개되었다. 탈린-패스퀼라 구간 전철화는 1946년에 복구되었고, 1958년 6월 22일 패스퀼라-케일라 간 15.7km의 전철 시설이 복구되었다. 케일라 이서 구간의 전철화도 진행되었다. 1958년 12월 30일 케일라-클로가 구간이 전철화되었고, 1961년 케일라-팔디스키 전 구간이 전철화되었다. 1960년 클로가 역에서 분기하는 클로가-란드 지선이 건설되었고, 총 길이는 2.5km, 전 구간 전철 노선이다. 1965년 케일라-합살루 구간이 전철화되었고 1981년 바살레마-리시페레 구간이 전철화되었다. 1967년 케일라 역에 새로운 변전소가 건설되었다. 1961-1962년 패스퀼라 지역에 전동차 기지가 건설되었다. 같은 시기에 발티 역에는 새로운 교외 노선 승강장이 건설되었다.
1963-1992년에는 소련 발트 철도의 에스토니아 지부에서 관리하였고, 1992년 에스티 라우드테로 관리 권한이 분리되었다. 1999년 전동차 운행이 엘렉트리라우테로 분사되었다.

## 운행
탈린-패스퀼라, 탈린-케일라(완행 및 급행) 열차가 이 노선을 사용한다. 케일라 역에서는 팔디스키, 클로가-란드, 리시페레 방면으로 분기된다.

## 역 및 승강장
철도 노선이 개통된 이후로 저렴하고 빠른 운송 수단이 확보되어 철도 노선을 따라 새로운 주거지가 형성되었다. 탈린-케일라 구간에 최초로 건설된 승강장은 1872년 사우에 역, 1876년 넘메 역이다. 1888년 넘메 역에 추가 승강장이 건설되었다.
탈린-케일라 구간이 1924년 전철화되면서 새로운 승강장이 건설되었다. 1915년 패스퀼라 역, 1923년 얘르베 역, 1924년 키비매에 역, 1926년 라후매에 역, 히우 역, 1928년 라그리 역, 1929년 릴레퀼라 역, 1934년 톤디 역이 추가되었다. 이후에도 발링우 역, 2008년 우르다 역, 파둘라 역이 추가되었다.